# Guy Mollat du Jourdin
 (février 2023).
Guy Mollat du Jourdin (1900-1987) est un homme de lettres français.

## Œuvres
- Salzbourg, cité ardente, prix Lange de l’Académie française en 1951[1].
- Comité national pour la célébration du centenaire de Claude Debussy. Claude Debussy, 1862-1962. Livre d'or (1964)
- Les Voyages de Mozart en France (1956)
- Mozart à Paris (1956)